# 사쿠라구
사쿠라구(일본어: 桜区, 문화어: 사꾸라구)는 일본 사이타마시의 10개 구 중 하나로 시의 남서쪽에 있다. 사이타마 대학이 들어서 있다.

## 지리
사이타마시로 합쳐지기 전의 요노시(与野市) 서부에 해당하던 곳이며, 특히나 사쿠라구청과 구민체육관은 그 외관의 아름다움으로 구민들에게 압도적인 지지를 얻고 있다. 사이타마시가 산이 전혀 없는 평야에 위치해 있어 바람이 센 편이지만, 사쿠라구는 특히 바람이 세기 때문에 겨울엔 체감온도가 삿포로시보다도 낮다는 말이 나올 정도이다.
북쪽으로 니시구, 오미야구, 동쪽으로 주오구, 남쪽으로 미나미구와 접하고 서쪽으로 아라카와강 너머로 아사카시, 시키시, 후지미시와 접한다.

## 역사
- 1889년 4월 1일 - 9개 촌이 합병해 오쿠보촌이, 11개 촌이 합병해 쓰치아이촌이 되었다.
- 1955년 1월 1일 - 구 오쿠보촌, 구 도아이촌이 구 우라와시에 합병되어 이후 오쿠보 지구, 도아이 지구라고 불렸다.
- 2001년 5월 1일 - 구 우라와시가 구 오미야시, 구 요노시와 합병해 사이타마시가 되었다.
- 2003년 4월 1일 - 사이타마시가 정령지정도시가 되면서 오쿠보 지구와 도아이 지구에 사쿠라구를 설치하였다.

## 교통

### 철도
- 동일본 여객철도
  - 무사시노선
  - 사이쿄선

### 도로
- 수도고속도로
- 국도 17호선
- 국도 463호선